# Croix de chemin de Trédrez-Locquémeau
La croix de chemin est située à Trédrez-Locquémeau en France.

## Localisation
La croix est située sur le territoire de la commune de Trédrez-Locquémeau, dans le département  des Côtes-d'Armor, dans la région Bretagne.

## Historique
La croix est inscrite au titre des monuments historiques par arrêté du 22 décembre 1927.

## Galerie

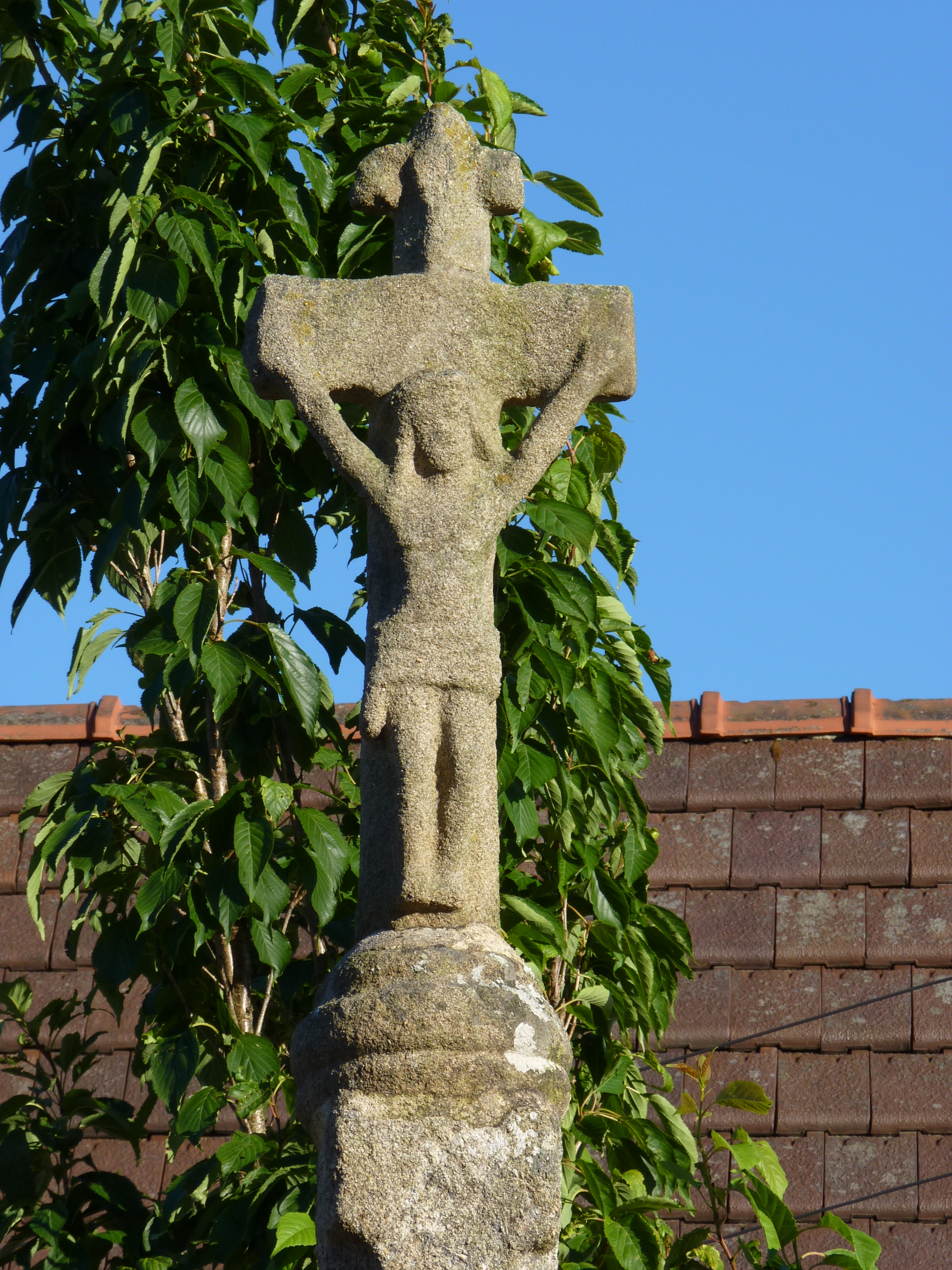